# Skrue
Denne side handler om fastgøringsemnet. For skruen på et fartøj, se skibsskrue.
En skrue er et skaft med en tilspidset skruelinjeformet rille på sin overflade, som ikke passer til en møtrik med utilspidsende gevind.

Den anvendes mest til at fastgøre eller holde genstande sammen. Skruen har en kærv, der kan være lige eller med et antal fikspunkter. Ved fire fikspunkter taler man om en stjerneskrue, ved seks en unbrakoskrue eller en torxskrue. De forskellige kærvtyper kræver tilsvarende forskellige skruetrækkere. 

## Historie
Ideen med skruen blev først  virkeliggjort af den græske matematiker Archyta. Skruer af træ blev brugt I de tidlige år brugte man træskruer til maskiner som fx vinpresseren.
Men de tidligste tegn på brug af metalskruer stammer fra Europa i den sene middelalder. Den første dokumentation af skruen findes i den middelalderlige Hausbuch af Schloss Wolfegg, et manuskript skrevet engang mellem 1475 og 1490. 
Men mange anser dog, at en tysk urmager har lavet den første skrue i 1513, De første blev lavet af messing eller ståltråd, og trådrenen var håndskåret ved hjælp af en fil. Skruehovedet blev lavet ved at slå og udflade den ene ende af tråden. En slids blev skåret i hovedet med en fil. Denne produktionsmetode var dog meget ineffektiv. 
Derfor var det et stort gennembrud, da Henry Maudsley i England skabte den første praktiske skrueproduktions-drejebænk i 1797.  Jesse Ramsden  udviklede videre på skrueproduktions-drejebænken, der gjorde masseproduktion mulig. Men skruer med konisk spids blev ikke masseproduceret, før George Nettlefield begyndte at lave i 1840'erne.
I 1906 udviklede Lymburner Roibertson en firkantet skruefordybning, kendt som Robertson-skruen. Denne nye skrue var selvcentrerende og kørte med fire punkter i stedet før to ligesom en slids. Dette tillod et større drejningsmoment. Skruen blev brugt af snedkere og møbelproducenter, der havde brugt skruer, der bedre kunne skrues i fx hårde træsorter. 
I 1930'erne blev Phillips-skruen udviklet af Henry F. Phillips. Skruen blev oprindeligt designet til bilfabrikation og blev første gang brugt i slutningen af 1930 af Cadillac. Skruen er designet til at blive drevet af en automatiseret skruetrækker med stigende kraft. Hvad mange mennesker i dag anser det som en designfejl var faktisk en tilstræbt funktion.

## Typer
- Pinolskrue
- Torx
- Philips Skrue
- Robertson skrue